# Juan Carlos Mitjana Lechuga
Juan Carlos Mitjana Lechuga (Barcelona, Cataluña, España, 15 de junio de 1961) es un ex-árbitro de baloncesto español de la liga ACB. Pertenece al Comité de Árbitros de Cataluña.

## Trayectoria
Empezó a arbitrar en 1984 en la Liga ACB, cuando tenía 23 años. Pocos años más tarde se incorporó en el elenco de árbitros de la Euroliga. 
Llegó a dirigir 853 partidos y 29 temporadas en ACB y 2000 de diferentes categoría, varias Final Four de la ACB tanto masculina como femeninas, Juegos Olímpicos, Campeonatos Mundiales, Europeos, Copas del Rey con más de 30 años arbitrando.
En el año 2011 dirigió la Final Four de la Euroliga entre Maccabi Electra Tel Aviv y Panathinaikos BC (70–78).
Actualmente sigue en la comisión encargada de la Federación Internacional de Baloncesto para la cual se elaboran y deciden los cambios normativos de este deporte (es consultor externo del departamento de arbitraje y responsable de programas), fue también director del Comité Catalán de Árbitros hasta 2014.

## Temporadas
| Categoría           | País          | Año         |
| ------------------- | ------------- | ----------- |
| Liga ACB y Euroliga | España/Europa | 1984 - 2012 |